# Potentilla olchonensis
Potentilla olchonensis är en rosväxtart som beskrevs av G.A. Peshkova. Potentilla olchonensis ingår i Fingerörtssläktet som ingår i familjen rosväxter. Inga underarter finns listade i Catalogue of Life.